# Dodge 600

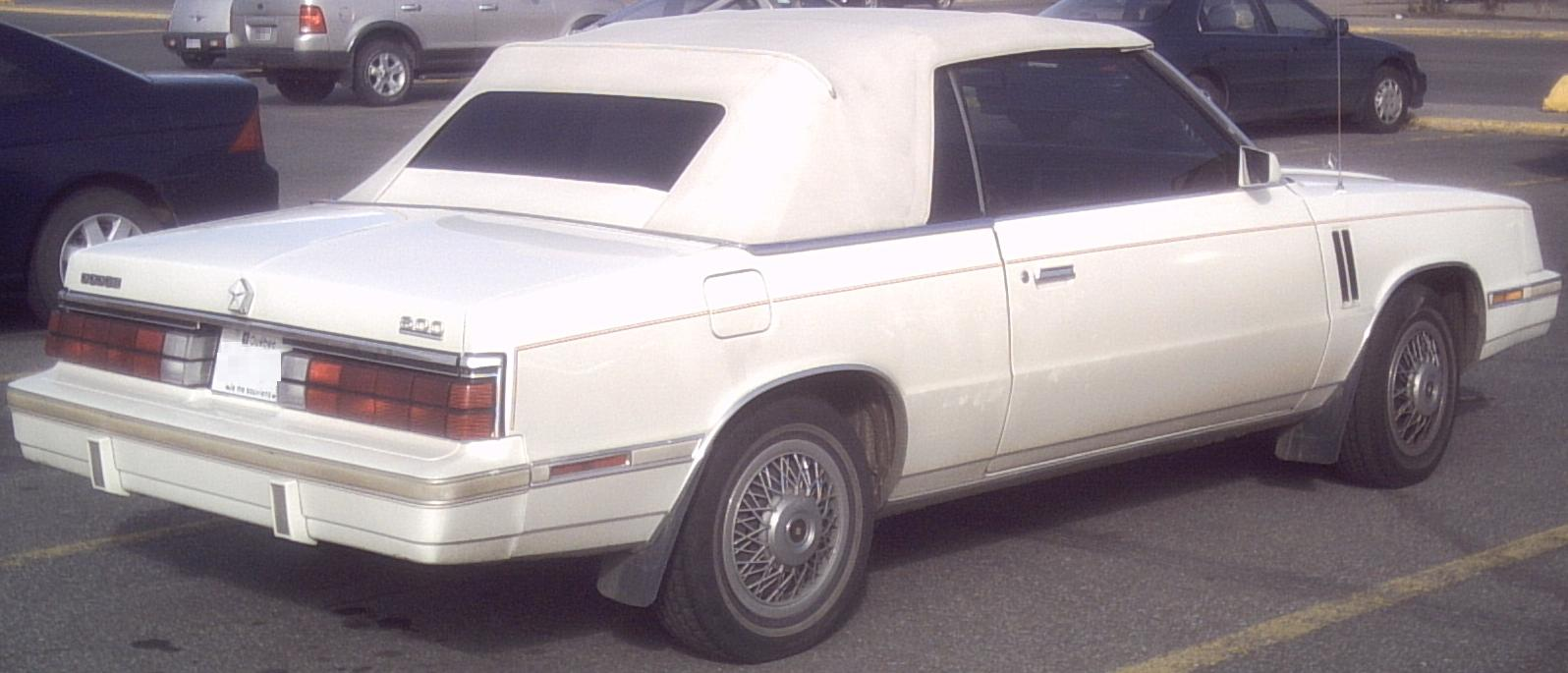
Dodge 600 Convertible del 1983-1988

El Dodge 600 és un cotxe de tipus mid size que usa el xassís Chrysler E, que comparteix amb el Plymouth Caravelle i el Chrysler New Yorker. El 600 substitueix al coupe Dodge Miranda i al sedan Dodge 400.
El 600 està disponible amb 2 carrosseries, una sedan de 4 portes que usa aquesta Chrysler E i una coupe i descapotable, convertible, de 2 portes i que, aquesta, usa el xassís Chrysler K.
El Dodge 600 va ser fabricat els anys 1983 a 1988. El Dodge Spirit va substituir-lo.

## Història
El Dodge 600 la versió de Dodge del Chrysler E-Class, un cotxe de luxe dels anys 1980. Al deixar de fabricar-se el Dodge St. Regis el 1981, el mid size Dodge Diplomat va esdevenir el sedan més gran que oferia Dodge. El 1983 Dodge va presentar un nou sedan a la seva gamma de vehicles: aquest és el Dodge 600, un model que s'ubica entre el Dodge Aries i el Dodge Diplomat.

## Informació general
Mides del 600:

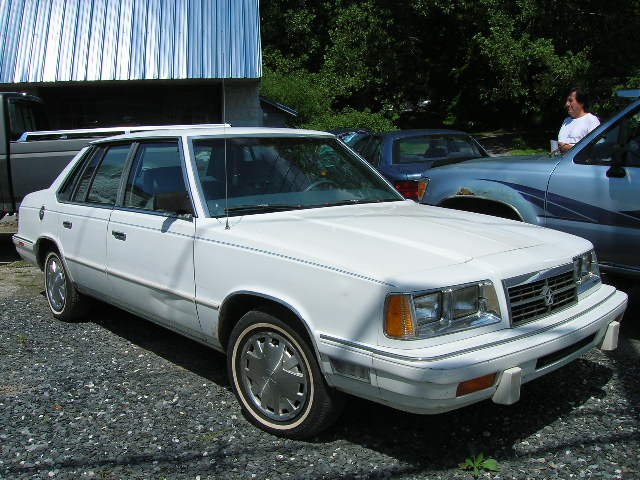
Dodge 600 del 1983-1988

Batalla (Wheelbase): 2,623 m (103.3 in)
Llargada (Length): 4,704 m (185.2 in)
Amplada (Width): 1,727 m (68.0 in)
Alçada (Height): 1,348 m (53.1)
| Any       | Motor                            | Potència | Torsió  |
| --------- | -------------------------------- | -------- | ------- |
| 1983-1984 | 2.2 L Chrysler K 2.2 I4          | 84 cv    | 150 N·m |
| 1984-1988 | 2.2 L Chrysler K 2.2 TBI I4      | 99 cv    | 164 N·m |
| 1984–1988 | 2.2 L Chrysler K Turbo I I4      | 142 cv   | 228 N·m |
| 1986–1988 | 2.5 L Chrysler K 2.5 TBI I4      | 100 cv   | 184 N·m |
| 1983-1985 | 2.6 L Motor Mitsubishi Astron I4 | 92 cv    | 178 N·m |
| 1983-1985 | 2.6 L Motor Mitsubishi Astron I4 | 101 cv   | 189 N·m |

Respecte de les transmissions, el 600 gaudeix d'un bon nombre de caixes de canvi, concretament, dos de manuals i dos d'automàtiques: manuals de 5 velocitats A520 i A525 i automàtica de 3 velocitats Torqueflite A413 i Torqueflite A470.
Els paquets d'equipament són 2: Base i ES ("Euro/Sedan") i el motor 2.2L Chrysler Kera l'opció de sèrie. En opció podia elegir-se amb el 2.6L Motor Mitsubishi Astron. El 1984 s'incorpora la versió turbo del 2.2L.
El 1985 desapareix els paquets Base i ES i es deixa un únic SE. El sedan passa a tenir una major batalla, ja que el Dodge Lancer entra a competir en el terreny del 600 (les transmissions manuals de 5 velocitats del 600 desapareixen). L'any següent, el sedan recupera el paquet Base, i tots els 600 reben petits retocs, com una graella nova, i desapareix el motor 2.6L Motor Mitsubishi Astron a favor d'un 2.5L Chrysler K TBI. El 1987 desapareix el coupe i el descapotable (convertible).
Els rivals del Dodge 600 són el Ford Taurus, Mitsubishi Sigma i Pontiac 6000.

## Informació mediambiental
El Dodge 600 del 1987 amb un motor 2.5L i una transmissió automàtica de 3 velocitats té un consum de 22 mpg ciutat / 27 mpg carretera l'equivalent a 8,7 l/100 per carretera i 10,7 l/100 per ciutat. Sobre emissions, el 600 emet 7,70 tones de CO2 a l'atmosfera anualment.